# Kleegeige

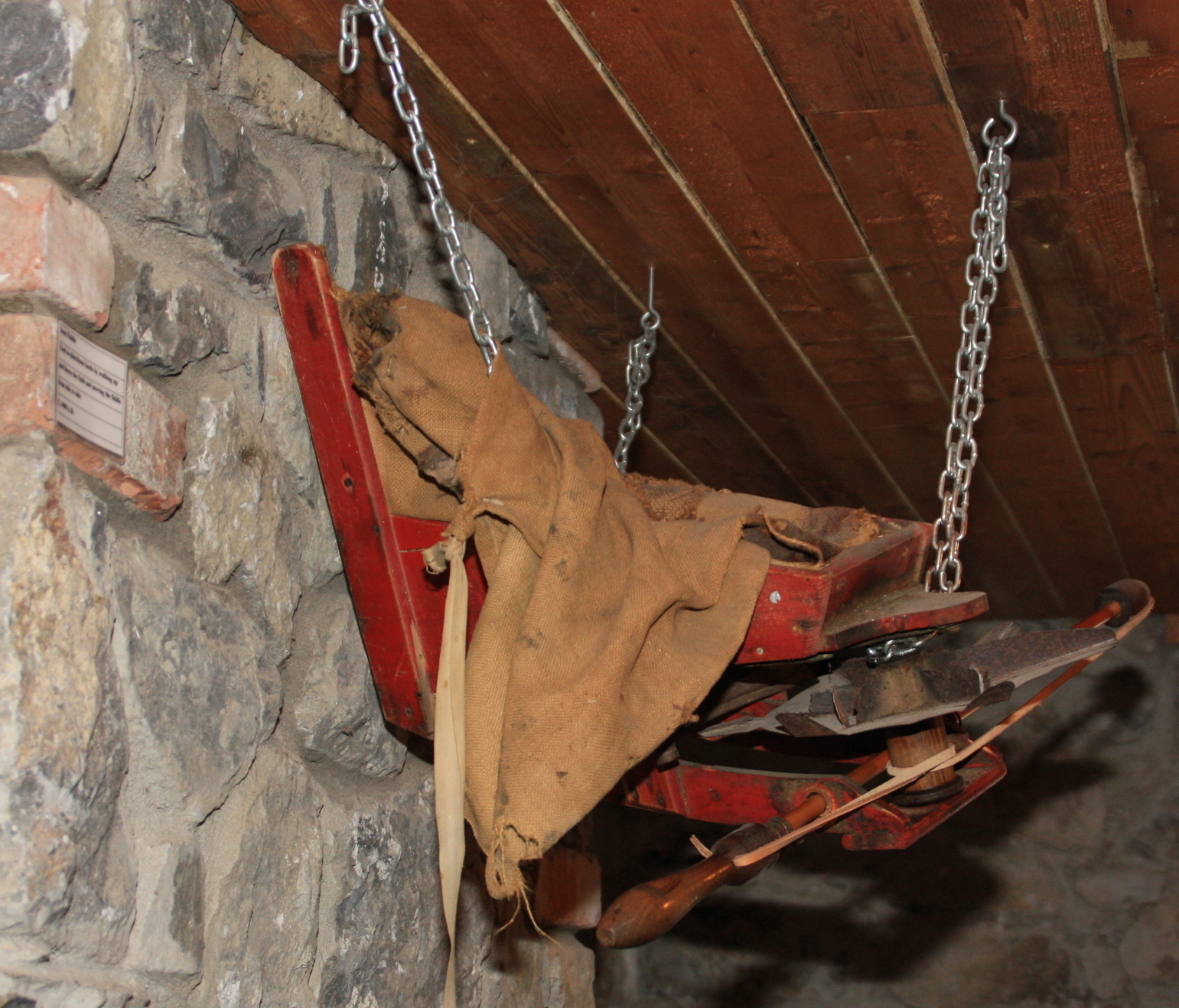
Kleegeige

Eine Kleegeige ist ein altertümlich anmutendes Gerät zur Aussaat von Samen, das auch heute noch gelegentlich als Sähilfe oder für das Ausbringen von Granulaten auf kleineren Anbauflächen eingesetzt wird. Die Kleegeige (engl. seed fiddle) kam um 1850 aus den Vereinigten Staaten nach Westeuropa. In Deutschland wurde die erste Kleegeige bei der "Ausstellung deutscher Industrie- und Gewerbserzeugnisse in München 1854" präsentiert.
Die Kleegeige ist ein handliches, manuell zu bedienendes Gerät, dessen Äußeres entfernt an den Körper einer Geige erinnert. Es wird mit einem Schultergurt seitlich am Körper getragen; durch Ziehen und Schieben eines eingebauten Stocks wird durch die Sehne (Schnur) der Streuteller bewegt und das Streugut ausgebracht. Streubreite, Streumenge und Aussaatstärke sind meist einstellbar. Die Kleegeige sorgt für eine gleichmäßige Aussaat von Feinsamen und wird gerne für Klee (auch daher ihr Name), Raps oder andere Kleinsamen sowie Unkrautvernichtungsmittel und andere Granulate eingesetzt.
Nach der Aussaat der Feinsamen wird die Fläche geeggt oder abgerecht und gewalzt, weil diese Samen einen guten Bodenkontakt benötigen. Nicht geeignet ist die Kleegeige für Saatmischungen mit sehr unterschiedlichen Korngewichten und Korngrößen, da die Samen beim Ausbringen durch die Fliehkraft entmischt würden.

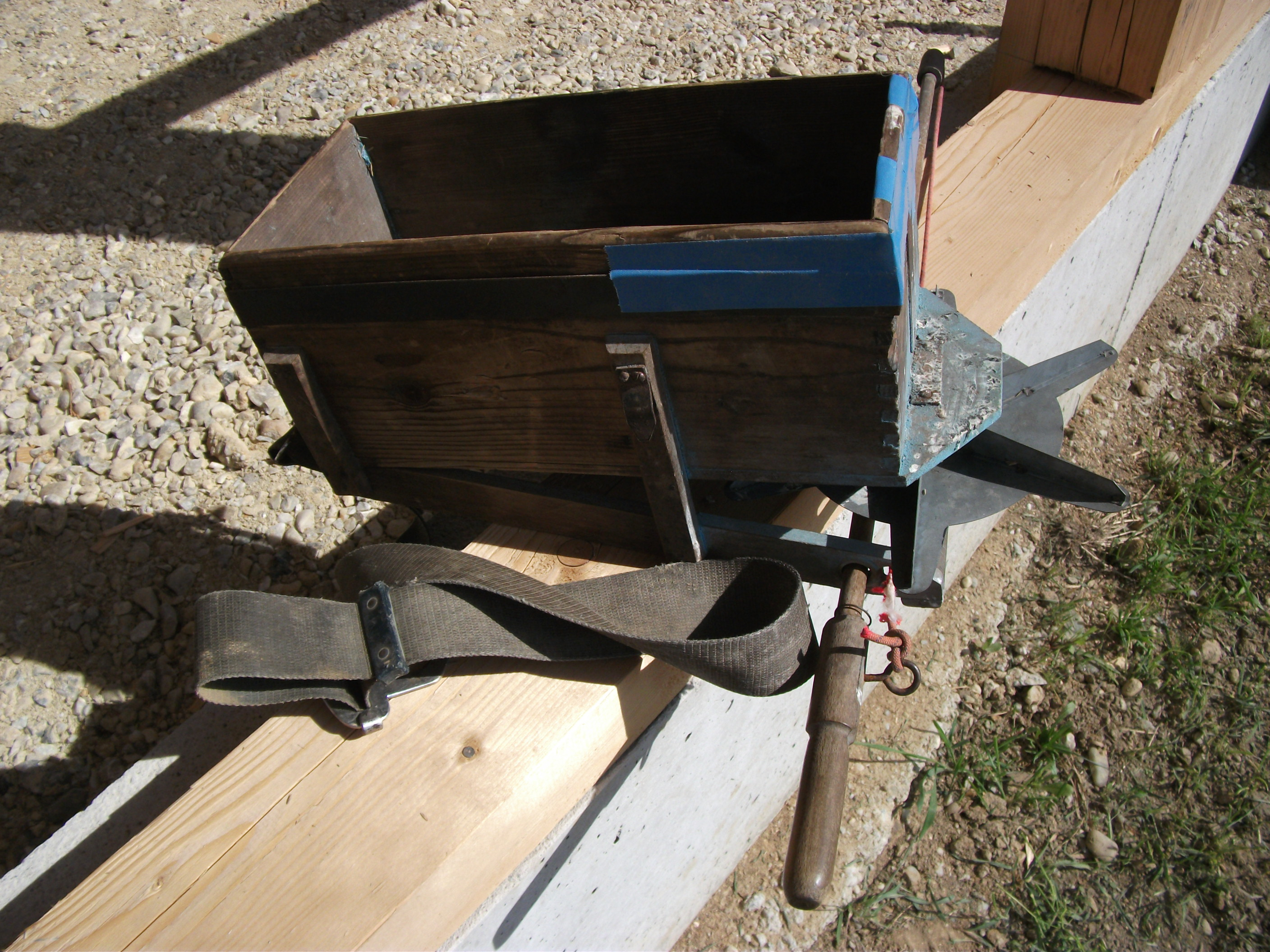
Mörwald's Kleegeige
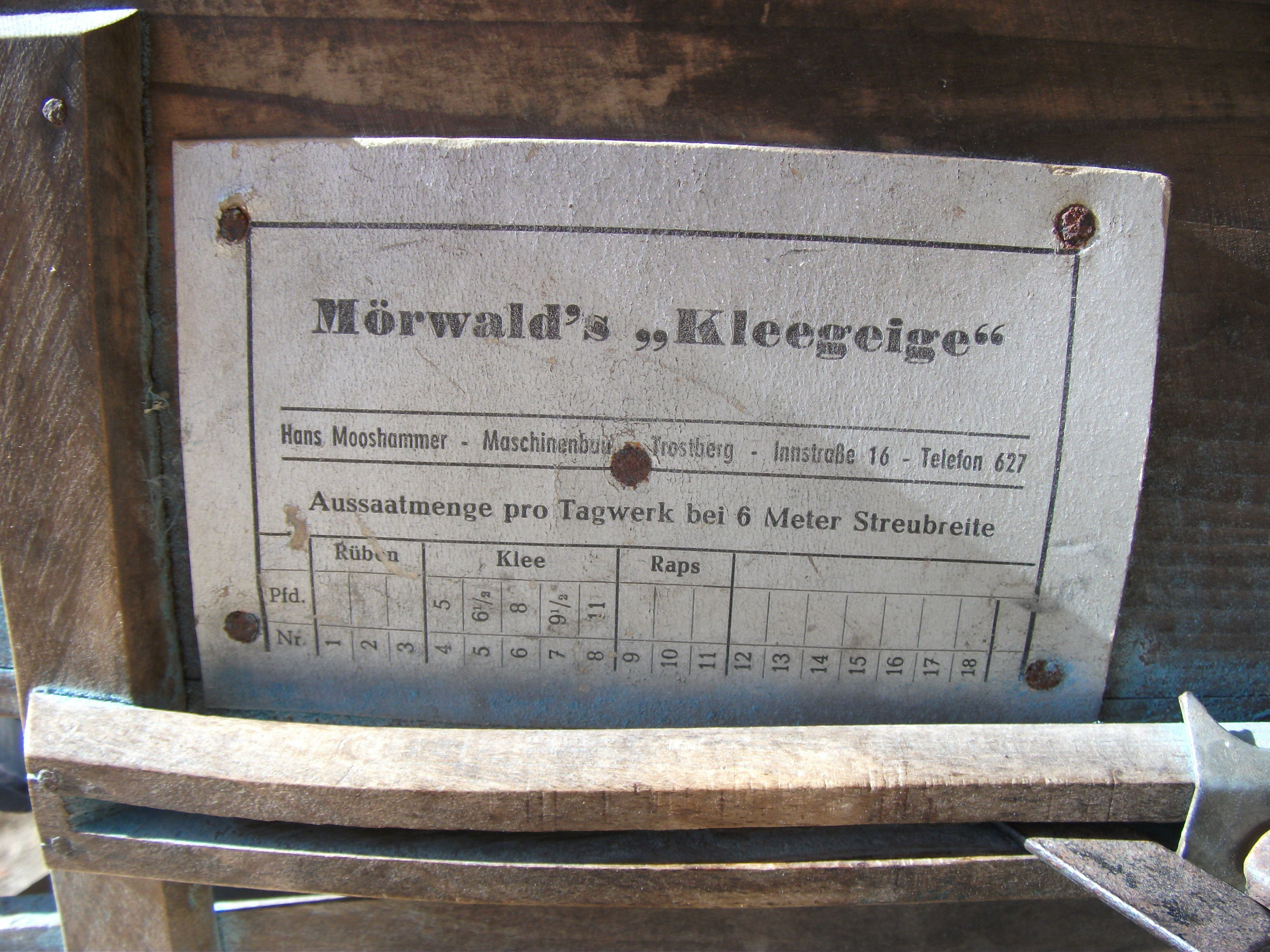
Einstellung der Aussaatmenge
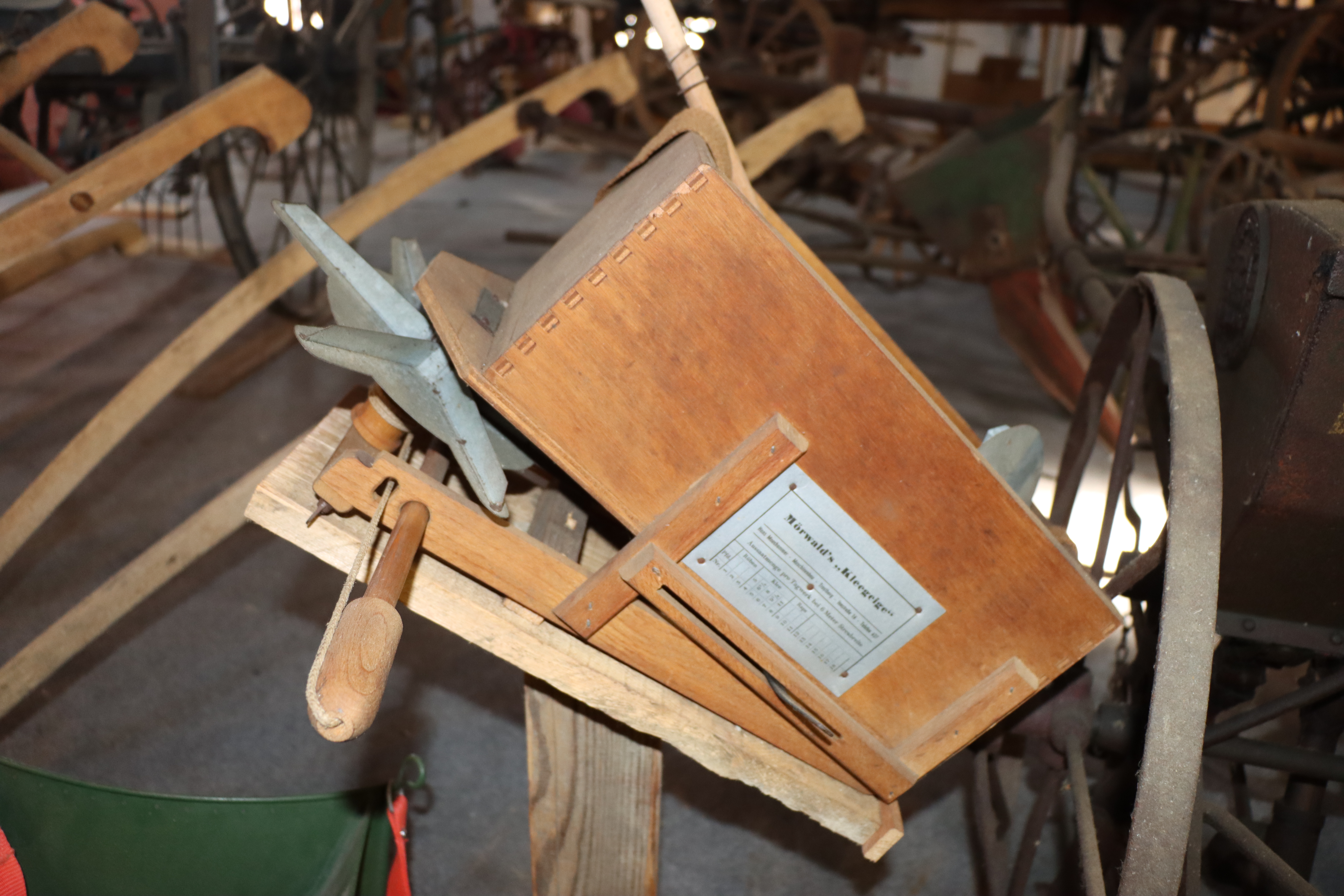
Mörwald's Kleegeige